# Pseudiolaus lulua
Pseudiolaus lulua är en fjärilsart som beskrevs av Riley 1944. Pseudiolaus lulua ingår i släktet Pseudiolaus och familjen juvelvingar. Inga underarter finns listade i Catalogue of Life.